# Leufroyia leufroyi
Leufroyia leufroyi — вид черевоногих молюсків родини Raphitomidae.

## Поширення
Вид поширений на сході Атлантики та у Середземному морі. У викопному стані відомий з пліоценових відкладень Італії.

## Опис
Черепашка завдовжки 16 мм, діаметром 7 мм.